# Микава, Гунъити
Гунъити Микава (яп. 三川軍一; 29 августа 1888, префектура Хиросима — 28 февраля 1981) — адмирал Японского императорского флота во время Второй мировой войны. Микава командовал тяжёлыми крейсерами, одержал победу над флотом США и Австралии в бою у острова Саво.
Крейсерская эскадра под командованием Микавы потопила три крейсера США и австралийский тяжёлый крейсер «Канберра»; силы Микавы не понесли потерь корабельного состава в сражении, хотя тяжёлый крейсер Како был потоплен тремя торпедами американской подводной лодки S-44 по дороге на базу близ Рабаула в архипелаге Бисмарка. Дальнейшая карьера Гунъити складывалась не столь удачно, а после потери конвоя в битве в море Бисмарка его назначали на менее важные должности.
Микава пережил войну и вернулся в Японию, где умер в возрасте 92 лет.

## Начало карьеры
Микава был уроженцем префектуры Хиросима. Он окончил Военную академию Императорского флота в составе 38 выпуска (вместе с Гото Аритомо) в 1910 году, он был третьим по успеваемости из 149 кадетов. После мичманской службы на крейсерах Соя и Асама, а также броненосце Сацума и линейном крейсере Конго, он обучался в артиллерийской и торпедной школах в 1913—1914. В конце 1914 он присоединился к команде крейсера Асо, где служил всю Первую мировую войну. После этого Микава служил на эсминце Суги и транспортном судне Сэйто, а также учился в Военной академии.
В 1919—1920 годах лейтенант Микава был включён в состав делегации, отправленной подписывать Версальский договор в Париж.
В 1920-х годах Гунъити служил штурманом на нескольких кораблях, включая линейный крейсер Харуна и лёгкий крейсер Тацута, броненосный крейсер Икома и Асо. Он занимал пост инструктора в Торпедной академии, а также другие значимые должности. В конце десятилетия капитан 3-го ранга Микава в составе делегации отправился на морскую конференцию в Лондон, став после этого военным атташе в Париже. После повышения до капитана в конце 1930-х вернулся в Японию.
Микава стал командиром тяжёлых крейсеров Аоба и Тёкай и линкора Кирисима в середине 1930-х. Микава получил звание контр-адмирала 1 декабря 1936 года.
С 1 декабря 1936 по 15 ноября 1937 Микава был начальником штаба 2-го флота Японской империи. Микава работал в генштабе и в Императорской ставке в 1937—1939, а затем вернулся на море командовать отрядами кораблей, сперва крейсеров, а затем линкоров. Получил звание вице-адмирала 15 ноября 1940 года.

## Вторая мировая война
Во время атаки на Пёрл-Харбор Микава командовал линкором 3-й дивизии линкоров. Он лично вёл в бой атакующие судна, составлявшие наступавшую часть флота, в то время как другие корабли прикрывали высадку пехоты в Британскую Малайю. Микава участвовал в битвах в Индийском океане и Мидуэе.
С 14 июля 1942 до 1 апреля 1943 Микава командовал свежесозданным 8-м флотом в южной части Тихого океана, базировавшимся в Рабауле и Кавиенге. Гунъити вёл японские военные суда, участвовавшие в битве за Гуадалканал и кампании на Соломоновых островах. В ночь с 8 на 9 августа 1942 года Микава командовал несколькими тяжёлыми крейсерами и эсминцем, которые нанесли флоту США и Австралии тяжёлые потери, потопив четыре тяжелых крейсера союзников в битве у Саво.
Тем не менее, за неудачи Микаву жёстко критиковало начальство: 8 августа после победы у острова Саво вместо возвращения на Рабаул он мог бы атаковать транспорты союзников, разгружавшиеся южнее от зоны боевых действий. Уцелевшие корабли снабжения обеспечили высадившихся на Гуадалканал пехотинцев оружием.
В ночь с 13 на 14 ноября 1942 года Микава вёл в бой несколько крейсеров, которые нанесли сильный урон авиабазе Хендерсон на Гуадалканале во время морского сражения за Гуадалканал. Во время кампании на Гуадалканале попытка адмирала Танаки высадить японских пехотинцев в Лаэ вылилась в катастрофическое поражение Японии в битве в море Бисмарка, где японские надводные корабли были вынуждены сражаться с американскими и австралийскими самолётами, поднимавшимися с наземных аэродромов.
Микава вскоре был вынужден взять на себя ответственность за потерю большинства Соломоновых островов, после чего его направили в тыл, на Филиппины. Микава доложил командованию, что сражения на Соломоновых островах были безнадёжны, всё равно что отправлять солдат в чёрную дыру. Несмотря на фактическую правоту Микавы, командование отказалось его выслушать.
С апреля по сентябрь 1943 года Микава занимал организационные посты на суше; с 3 сентября 1943 по 18 июня 1944 он командовал 2-м Южным экспедиционным флотом на Филиппинах. Позже он командовал маленьким Юго-западным флотом и разбитым 13-м авиационным флотом с 18 июня по 1 ноября 1944, также на Филиппинских островах
После войны адмирал Микава жил тихую и спокойную жизнь, умерев в 1981 году в возрасте 92 лет, пережив почти всё высшее американское командование.
Микава и торпеда 93 типа были увековечены на юбилейной марке 1992 года, выпущенной республикой Маршалловы Острова. Также Микава был изображён актёром Фудзио Сугой в фильме 1970 года Тора! Тора! Тора!.

### Книги
- К. Залесский Кто есть кто во Второй мировой войне. Германия и союзники. М., «Вече», 2010
- D'Albas, Andrieu. Death of a Navy: Japanese Naval Action in World War II (англ.). — Devin-Adair Pub, 1965. — ISBN 0-8159-5302-X.
- Dull, Paul S. A Battle History of the Imperial Japanese Navy, 1941-1945 (англ.). — United States Naval Institute, 1978. — ISBN 0-87021-097-1.
- Frank, Richard B.[англ.]. Guadalcanal : The Definitive Account of the Landmark Battle (англ.). — New York: Penguin Group[англ.], 1990. — ISBN 0-14-016561-4.
- Lacroix, Eric; Linton Wells. Japanese Cruisers of the Pacific War (неопр.). — United States Naval Institute, 1997. — ISBN 0-87021-311-3.
- Loxton, Bruce; Chris Coulthard-Clark. The Shame of Savo: Anatomy of a Naval Disaster (англ.). — Australia: Allen & Unwin Pty Ltd, 1997. — ISBN 1-86448-286-9.
- Morison, Samuel Eliot. The Struggle for Guadalcanal, August 1942 – February 1943, vol. 5 of History of United States Naval Operations in World War II[англ.] (англ.). — Boston: Little, Brown and Company, 1958. — ISBN 0-316-58305-7.